# Pterolophia univinculata
Pterolophia univinculata là một loài bọ cánh cứng trong họ Cerambycidae.